# Ministeriet for Sandhed
Ministeriet for Sandhed (eller Minisand på Nysprog) er et af de fire ministerier, der styrer Luftbasis 1 i Oceanien i George Orwells roman 1984. De andre ministerier er Ministeriet for Kærlighed, Ministeriet for Rigdom og Ministeriet for Fred.
Romanens hovedperson Winston Smith arbejder i Ministeriet for Sandhed. Det har til huse i en enorm pyramideagtig bygning af hvidt beton, der rækker 300 meter op i luften og hvor der er 3000 værelser over jorden. På ydermuren kan man læse Partiets] tre slagord: "Krig er fred", "Frihed er slaveri" og "Uvidenhed er styrke". En stor del af ministeriet ligger under jorden, og her er der sandsynligvis kæmpestore ovne hvori dokumenter destrueres.
Ministeriet beskæftiger sig med nyheder, underholdning og kunst. Dets formål er at omskrive historien og ændre kendsgerningerne så de passer til partiets doktriner. Hvis Store Broder har forudsagt noget, der senere visere sig at være forkert, omskriver ministeriets medarbejdere historien, så enhver forudsigelse fra Store Broders side er korrekte.
Som det er tilfældet med de andre ministerier, foretager Ministeriet for Sandhed sig faktisk det modsatte af sit navn, idet det er ansvarligt for historieforfalskning.

Denne artikel er en oversættelse af artiklen The Ministry of Truth på den engelske Wikipedia. Oversættelsen tager i sin sprogbrug desuden udgangspunkt i den danske udgave af 1984 (Gyldendals Tranebøger 1973), oversat af Paul Monrad.